# 法勝寺 (逗子市)

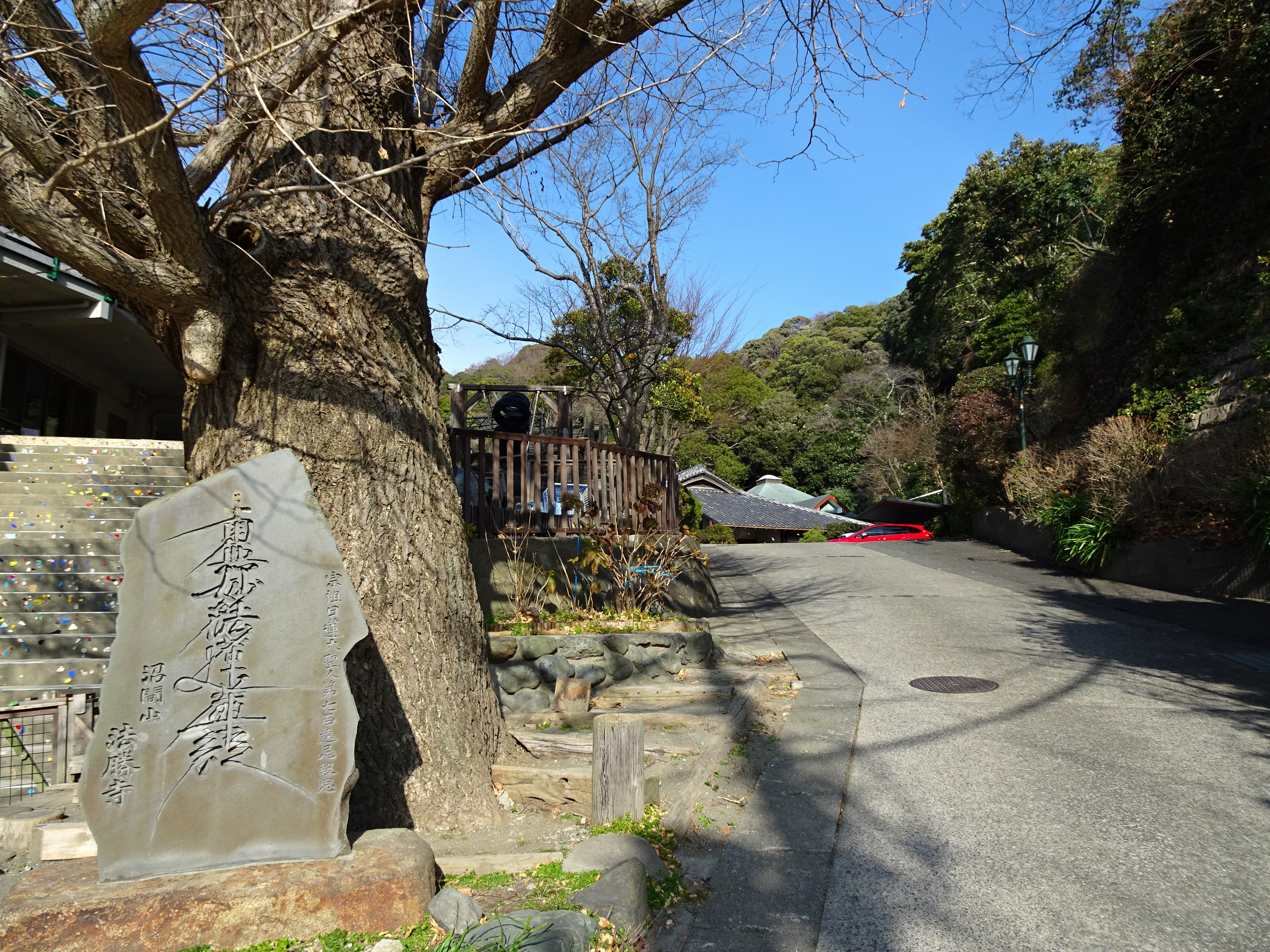
法勝寺参道

法勝寺（ほうしょうじ）は、神奈川県逗子市にある日蓮宗の寺院。

## 歴史
聖武天皇の御代（724年 - 749年）、長尾善応の開基である。善応は当地の豪族で、沼地に住む七つの頭を持つ大蛇の害に苦しめられていた。そんな折、行基が当地に立ち寄った。善応は行基に大蛇の退治を懇願、行基は十一面観音像を彫り、船に乗って大蛇のもとに向かった。大蛇は十一面観音の霊力を目の当たりにし、今後は害を及ぼさないことを誓ったという。善応はこの十一面観音を安置する寺を創建した。当初は「長尾山善応寺」と称していた。
その後、寺運衰微したが、寛仁年間（1017年 - 1021年）に「子生山感応寺」として再興、その後「天童山正覚寺」に改称した。1295年（永仁3年）、日蓮宗の日範との法論に敗れたため、従来の天台宗から日蓮宗に転宗し「沼間山法勝寺」に改称された。
1971年（昭和46年）12月、境内に同寺が設立した学校法人「逗子かぐのみ学園」によって「かぐのみ幼稚園」が開園した。

## 交通アクセス
- 東逗子駅より徒歩13分。